# Högnordisk höfjäril
Högnordisk höfjäril (Colias hecla) är en art i insektsordningen fjärilar som tillhör familjen vitfjärilar. Den har en nordlig utbredning och finns i Sverige främst på fjällhedar och den är Lapplands landskapsinsekt.

## Kännetecken
Hanens vingar är orangefärgade på ovansidan med breda brunsvarta bårder längs vingkanterna. Undersidan är blekare och mer gulaktig. Honas vingar är också orangefärgade på ovansidan, men blekare än hanens och bårderna längs vingkanterna är uppbrutna av ljusare, gulaktiga linjer och fläckar. Vingbredden är 36 till 46 millimeter.

## Utbredning
Den högnordiska höfjärilen finns delar av norra Europa, Asien och Nordamerika, samt på Grönland. I Sverige finns den från Jämtland till Lappland ovanför skogsgränsen i fjällkedjan.

### Status
Den högnordiska höfjärilen är i Sverige klassad som missgynnad av ArtDataBanken. Det största hotet mot arten är alltför hårt bete av renar i vissa områden där den förekommer. På sikt kan även förändringar i klimatförhållandena med en ökande temperatur som följd påverka arten, genom en minskning av fjällhedarnas areal då skogsgränsen flyttas högre upp.

## Levnadssätt
Den högnordisk höfjärilens habitat är blomsterrika fjällhedar. Dess utveckling är troligen tvåårig och som värdväxt föredrar larven fjällvedel. Flygtiden är från juni till augusti.